# Bejucal (Trinidad y Tobago)
Bejucal es una localidad de Trinidad y Tobago, que forma parte de las regiones de San Juan-Laventille y Tunapuna-Piarco.

## Geografía
La localidad abarca parte de la isla Trinidad y limita al norte con Beetham Estate, El Socorro Extension, Bamboo Grove y Real Springs (esta última localidad perteneciente a la región de Tunapuna-Piarco), al sur con Felicity y Charlieville (localidades pertenecientes a la ciudad de Chaguanas), al este con Frederick Settlement, Warren Village y Cunupia (las tres pertenecientes a la región de Tunapuna-Piarco), y al oeste con el golfo de Paria.

## Demografía
Datos demográficos de la localidad de Bejucal:
| Gráfica de evolución demográfica de Bejucal entre 2000 y 2011 |
|                                                               |